# Cordillera Administrative Region

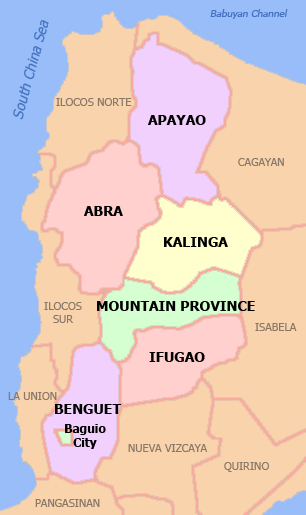
Administrative Region Cordillera

Die Cordillera Administrative Region (englisch; Tagalog: Rehiyong Pampangasiwaan ng Cordillera) ist eine Region der Philippinen auf der Hauptinsel Luzon und umfasst sechs Provinzen.
Die Region liegt größtenteils in den philippinischen Kordilleren (der Cordillera Central), welche hier mit dem Berg Pulag eine Höhe von bis zu 2.922 Metern erreichen. Er grenzt an die Regionen Ilocos im Westen und Süden sowie Cagayan Valley im Osten und Norden. In der Region entspringen am Berg Data die Flüsse Agno, Abra und der Rio Chico. Weitere Flüsse sind der Abulug, der den Norden entwässert, und der Amburayan, der im Südwesten der Region seine Quelle hat.
Insgesamt wohnen in dem 19.422 km² großen Landesteil 1.643.000 (Stand 2011) Menschen, wodurch sich eine Bevölkerungsdichte von 84,6 Einwohnern pro km² ergibt. In dem Gebiet leben auch einige philippinische Urvölker, die Igorot, darunter die für ihre Reisterrassen bekannten Ifugao. Das Verwaltungszentrum ist Baguio. Die wichtigsten Sprachen der Region sind Ilokano, Tagalog und Englisch.

## Wirtschaft
Das Gebiet lebt hauptsächlich von seinen Erzvorkommen, wie Gold, Kupfer, Silber und Zink. Aber auch Sand, Kies und Schwefel werden hier abgebaut. Zwar gibt es in allen Provinzen Mineralvorkommen, jedoch ist der Bergbau in Benguet am meisten vertreten.
Im Osten der Verwaltungsregion liegt im Tal des Magat-Rivers der Magat-Stausee, dessen Wasserkraftwerk eine Leistung von 381 Megawatt hat.

## Provinzen
Die Cordillera Administrative Region ist in sechs Provinzen und zwei Städte gegliedert:
Provinzen:
Provinz, Fläche, Einwohner (Stand: 2007), Anzahl Gemeinden sowie Anzahl Barangays.
- Abra (Fläche 4.165,25 km², 230.953 Einwohner, 27 Gemeinden, 303 Barangays)
- Apayao (4.413,35 km², 103.633 Ew., 7 G., 133 B.)
- Benguet (2.826,59 km², 372.533 Ew., 13 G., 1 Stadt, 269 B.)
- Ifugao (2.628,21 km², 180.711 Ew., 11 G., 175 B.)
- Kalinga (3.231,25 km², 182.326 Ew., 7 G., 1 Stadt, 152 B.)
- Mountain Province (2.157,38 km², 148.661 Ew., 10 G., 144 B.)

Städte:
- Baguio (in Benguet)
- Tabuk City (in Kalinga)

## Sehenswürdigkeiten
In der Provinz Ifugao befinden sich die weltberühmten Reisterrassen von Banaue und die Petroglyphen von Bontoc, die zu den ältesten kulturellen Zeugnissen des Menschen auf den Philippinen zählen. In der Provinz Benguet liegen die Begräbnisstätten der Ibaloi, um den Berg Pulag, in denen die Kabayan-Mumien bestattet wurden. Eine weitere Attraktion ist die Sumaguing-Höhle in Sagada. In der Region befinden sich insgesamt vier Nationalparks: Der Cassamata-Hill-Nationalpark, der Nationalpark um den höchsten Berg Luzons, dem Mount-Pulag-Nationalpark, um den Berg Data gelegenen Mount-Data-Nationalpark und den Balbalasang-Balbalan-Nationalpark.

## Kultur
In der Region werden einige besondere Musikinstrumente verwendet:
- Gangsa, Flachgong aus Bronze, der meist in Ensembles von zwei bis sieben Gongs bei Tänzen gespielt wird
- Nasenflöten und andere Bambusflöten
- Bangibang, Klanghölzer der Ifugao[3]
- Tongatong, Percussion der Kalinga[4]
- Diwdiw-as, eine Art Panflöte[5]
- Saggeypo, Bambusflöten[5]
- Kolitong, Bambusröhrenzither.

Einige bekannte Feste:
- Panagbenga- bzw. Baguio-Blumen-Fest im Februar in Baguio mit Blumenschauen
- Ullalim-Fest in Kalinga im Februar: Gründungstag der Provinz
- Lang-ay-Fest in der Mountain Province im April: eine Woche mit Landwirtschaft, Tourismus und Kultur, darunter Tänze und Lieder der Stämme der Provinz
- Banaue-Imbayah-Fest im Dezember, findet alle vier Jahre statt und dauert drei Tage: eine Parade zeigt die Entwicklung der Ifugao-Kultur, anschließend finden traditionelle Spiele statt
- Tabuk-Matagoan-Fest in Tabuk: ein Marathon, Kulturprogramm und Präsentation der einheimischen Produkte.

Das „Bontoc-Museum“ in Bontoc gibt einen Überblick über die Kultur der einheimischen Stämme.

## Geschichte
1908 richteten die neuen amerikanischen Herrscher eine große Mountain Province ein, die den größten Teil der Region einnahm. Sie wurde 1966 aufgeteilt in die heutige Mountain Province, Benguet, Kalinga-Apayao und Ifugao.
Unter dem Diktator Ferdinand Marcos wurde am Chico der damals größte Stausee Asiens geplant. Er hätte die Lebensgrundlage vieler Stämme in der Provinz zerstört – 100.000 Menschen wären umgesiedelt worden. Das Projekt konnte verhindert werden, doch die Erfahrungen damit haben bei vielen Einwohnern ein großes Misstrauen gegenüber der Zentralregierung hinterlassen.
Dies führte auch zu bewaffneten Widerstand, der von der Cordillera People’s Democratic Front (CPDF), einer Mitgliedsorganisation der National Democratic Front (NDF), organisiert wurde.